# Força Coletiva de Reação Rápida
Força Coletiva de Reação Rápida (em russo: Коллективные силы оперативного реагирования - КСОР) é uma força-tarefa conjunta de armas combinadas composta por unidades militares independentes dos Estados membros da Organização do Tratado de Segurança Coletiva. A FCRR foi criada em 2009 com o objetivo geral de combater uma agressão militar limitada contra os estados membros da OTSC, para lutar contra o terrorismo e o narcotráfico.

## História
O acordo sobre a criação da Força Coletiva de Reação Rápida foi assinado pelos presidentes de todos os Estados do OTSC, exceto Bielorrússia, durante uma cúpula em Moscou em 4 de fevereiro de 2009. A Bielorrússia aderiu ao acordo em 20 de outubro do mesmo ano.
Os primeiros exercícios conjuntos da FCRR foram realizados em outubro de 2009 no campo de tiro de Matybulak, no Cazaquistão, perto da fronteira com a China.

## Composição
De acordo com a Rossiyskaya Gazeta (2009), a FCRR atualmente compreende as seguintes unidades:
- Rússia
  - 98ª Divisão Aerotransportada de Guardas (Ivanovo);
  - 31ª Brigada de Assalto Aéreo de Guardas (Ulianovsk);
- Cazaquistão
  - 37ª Brigada de Assalto Aéreo Separada (Taldikorgan);
  - Batalhão de Operações Especiais da Guarda Nacional do Cazaquistão (Almati);
- Bielorrússia
  - 103ª Divisão Aerotransportada de Guardas (Vitebsk);
- Armênia
  - 12ª Brigada de Manutenção da Paz (Ierevan);
- Quirguistão
  - Batalhão de Infantaria;
- Tadjiquistão
  - Batalhão de Infantaria sob as Forças Móveis Tajiques.